# 神谷崇
神谷崇（こうや たかし、1962年〈昭和37年〉9月5日 - ）は、日本の農水官僚。水産庁長官（第51代）。

## 来歴
1962年（昭和37年）、福岡県出身。
1981年（昭和56年）、福岡県立修猷館高等学校を卒業する。
1985年（昭和60年）3月、九州大学農学部水産学科を卒業し、同年4月に農林水産省に入省する。水産庁振興課に配属後、ワシントン大学に留学。
2006年（平成18年）、石川県農林水産部次長に就任。
2008年（平成20年）、水産庁国際課漁業交渉官に就任。
2012年（平成24年）、水産庁漁業調整課首席漁業調整官に就任。
2014年（平成26年）、水産庁資源管理部参事官に就任。
2016年（平成28年）、水産庁漁場資源課長に就任。
2017年（平成29年）、水産庁資源管理部長に就任。
2020年（令和2年）、水産庁次長に就任。
2021年（令和3年）7月1日、水産庁長官に就任する。
趣味は釣り。尊敬する人は黒田如水。